# Valrico (Florida)
Valrico es un lugar designado por el censo ubicado en Hillsborough, en el estado estadounidense de Florida. Según el censo de 2020, tiene una población de 37.895 habitantes.

## Geografía
Valrico se encuentra ubicado en las coordenadas 27°55′9″N 82°13′53″O / 27.91917, -82.23139. Según la Oficina del Censo de los Estados Unidos, Valrico tiene una superficie total de 36.83 km², de la cual 35.76 km² corresponden a tierra firme y (2.92%) 1.07 km² es agua.

## Demografía
Según el censo de 2010, había 35.545 personas residiendo en Valrico. La densidad de población era de 965,05 hab./km². De los 35.545 habitantes, Valrico estaba compuesto por el 81.41% blancos, el 8.71% eran afroamericanos, el 0.28% eran amerindios, el 3.93% eran asiáticos, el 0.06% eran isleños del Pacífico, el 2.8% eran de otras razas y el 2.82% pertenecían a dos o más razas. Del total de la población el 16.33% eran hispanos o latinos de cualquier raza.